# Alocasia brisbanensis
Alocasia brisbanensis är en kallaväxtart som först beskrevs av Frederick Manson Bailey, och fick sitt nu gällande namn av Karel Domin. Alocasia brisbanensis ingår i släktet Alocasia och familjen kallaväxter. Inga underarter finns listade.

## Bildgalleri

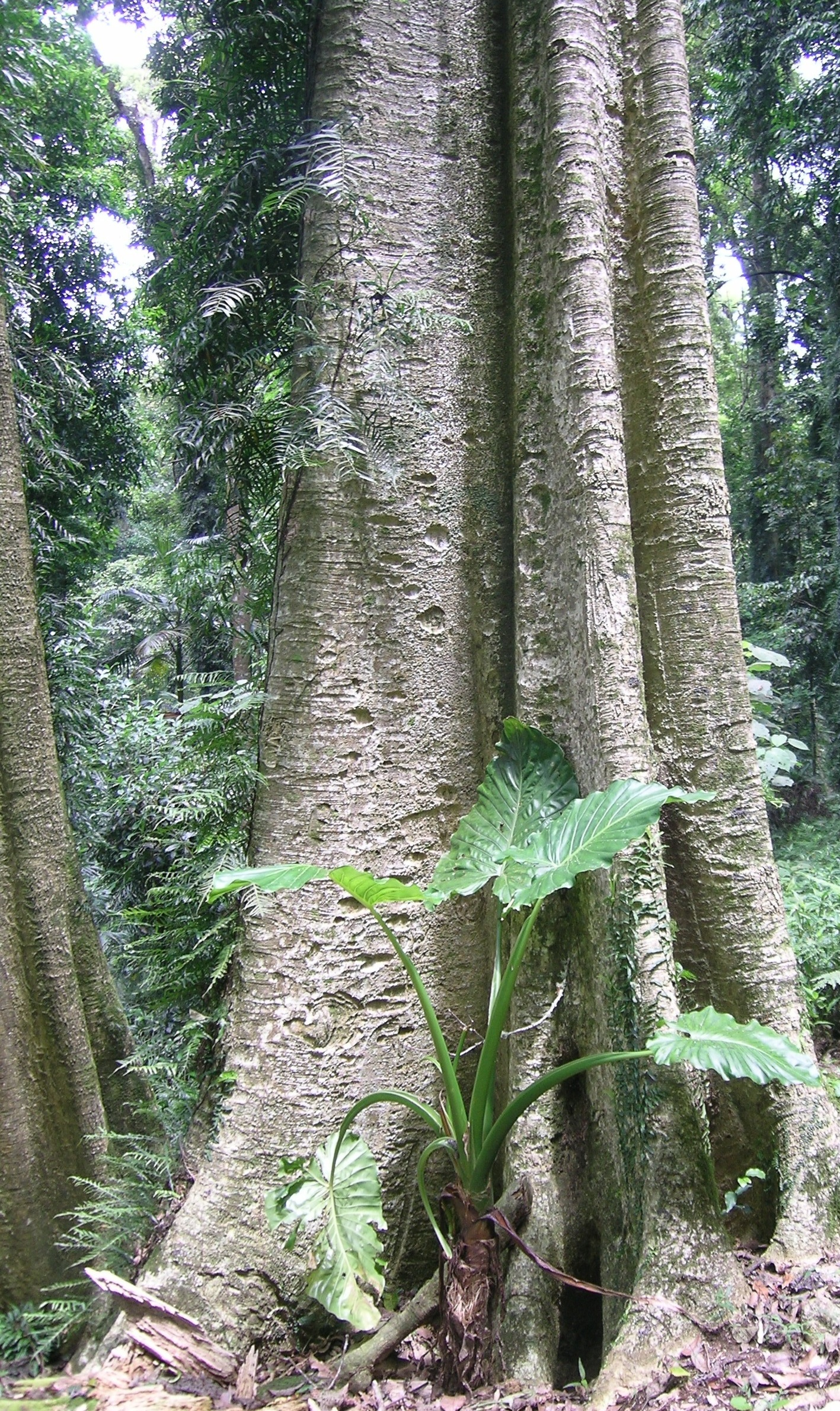
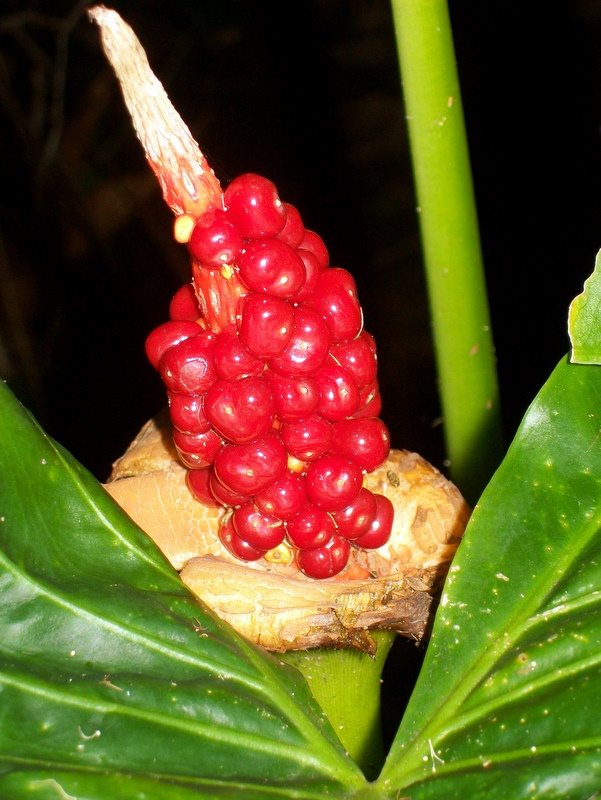